# Великий Олександр Олександрович
Олекса́ндр Олекса́ндрович Вели́кий (3 серпня 1978, с. Зелений Гай, Криворізький район, Дніпропетровська область, Україна — 11 вересня 2024, Харківська область, Україна) — український військовослужбовець батальйону «Гроза» бригади «Буревій», учасник російсько-української війни.

## Життєпис
У 1995 році закінчив Кіровську середню школу, довгий час працював оператором на ПАТ «АрселорМіттал Кривий Ріг».
25 жовтня 2022 року призваний до лав Національній гвардії України — Першої Президентської бригади «Буревій».
11 вересня 2024 року, під час бойового завдання в районі населеного пункту Піщане Харківської області загинув вірним військовій присязі та українському народові.
.